# Elkton (Dakota del Sud)
Elkton és una població dels Estats Units a l'estat de Dakota del Sud. Segons el cens del 2000 tenia 677 habitants.

## Demografia
Segons el cens del 2000, Elkton tenia 677 habitants, 267 habitatges, i 185 famílies. La densitat de població era de 168,6 habitants per km².
Dels 267 habitatges en un 33% hi vivien nens de menys de 18 anys, en un 57,3% hi vivien parelles casades, en un 8,2% dones solteres, i en un 30,7% no eren unitats familiars. En el 27,7% dels habitatges hi vivien persones soles el 17,2% de les quals corresponia a persones de 65 anys o més que vivien soles. El nombre mitjà de persones vivint en cada habitatge era de 2,51 i el nombre mitjà de persones que vivien en cada família era de 3,08.
Per edats la població es repartia de la següent manera: un 27,9% tenia menys de 18 anys, un 6,8% entre 18 i 24, un 24,1% entre 25 i 44, un 21,1% de 45 a 60 i un 20,1% 65 anys o més.
L'edat mediana era de 39 anys. Per cada 100 dones de 18 o més anys hi havia 96,8 homes.
La renda mediana per habitatge era de 36.667 $ i la renda mediana per família de 47.969 $. Els homes tenien una renda mediana de 30.313 $ mentre que les dones 21.667 $. La renda per capita de la població era de 18.912 $. Entorn del 5,9% de les famílies i el 6,8% de la població estaven per davall del llindar de pobresa.

## Poblacions més properes
El següent diagrama mostra les poblacions més properes.